# 托坎廷斯州毛里兰迪亚
托坎廷斯州毛里兰迪亚（葡萄牙語：Maurilândia do Tocantins）是巴西托坎廷斯州的一个市镇。总面积738.101平方公里，总人口3185人，人口密度4.3人/平方公里。